# Museo Arqueológico de La Unión
El Museo Arqueológico de La Unión es un pequeño museo situado en el pueblo de Portmán (Región de Murcia). Se ubica en el antiguo Hospital de Caridad, un edificio construido en 1892 para atender a los heridos de la actividad minera. 
El museo contiene tres salas en los que se exponen restos materiales de la intensa explotación minera e industrial de la sierra minera desde tiempos prehistóricos. 
El grueso fundamental de la colección está formado por materiales de la época romana, época en la que se explotaron intensamente las minas de Carthago Nova para la producción de plata, plomo, hierro y cinc y otros minerales que se exportaban a través del propio puerto de Portmán (Portus Magnus en latín). 
Los restos más importantes que se conservan en el museo son los fragmentos de un gran mosaico polícromo procedente de la villa romana del Paturro, descubierta en las inmediaciones del pueblo de Portmán.

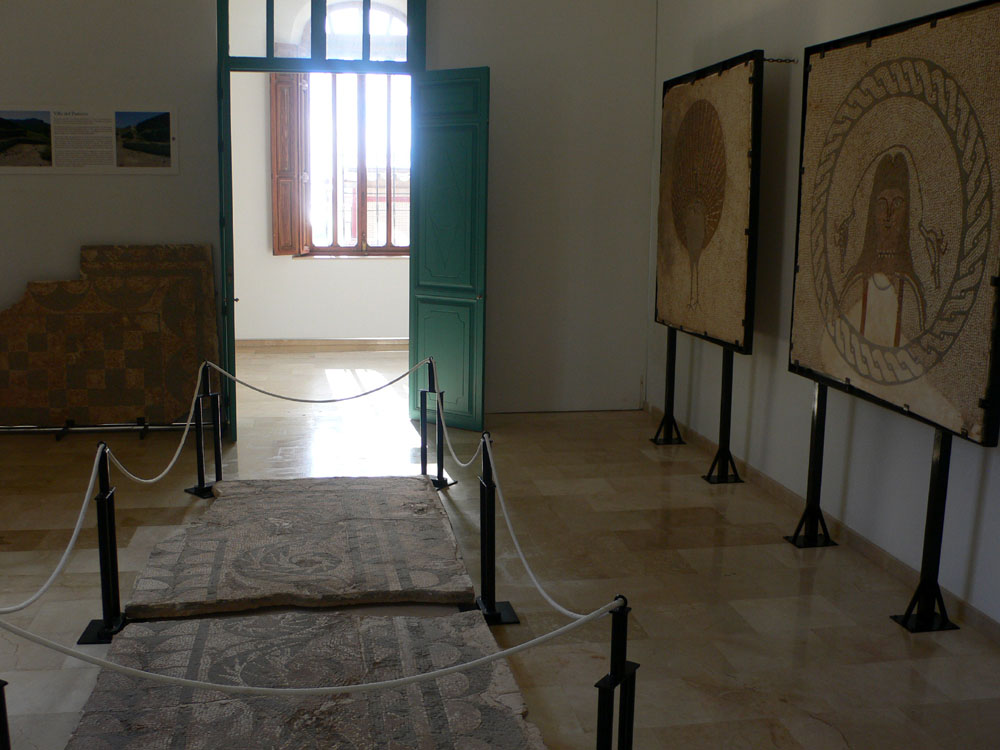
Sala de los mosaicos.
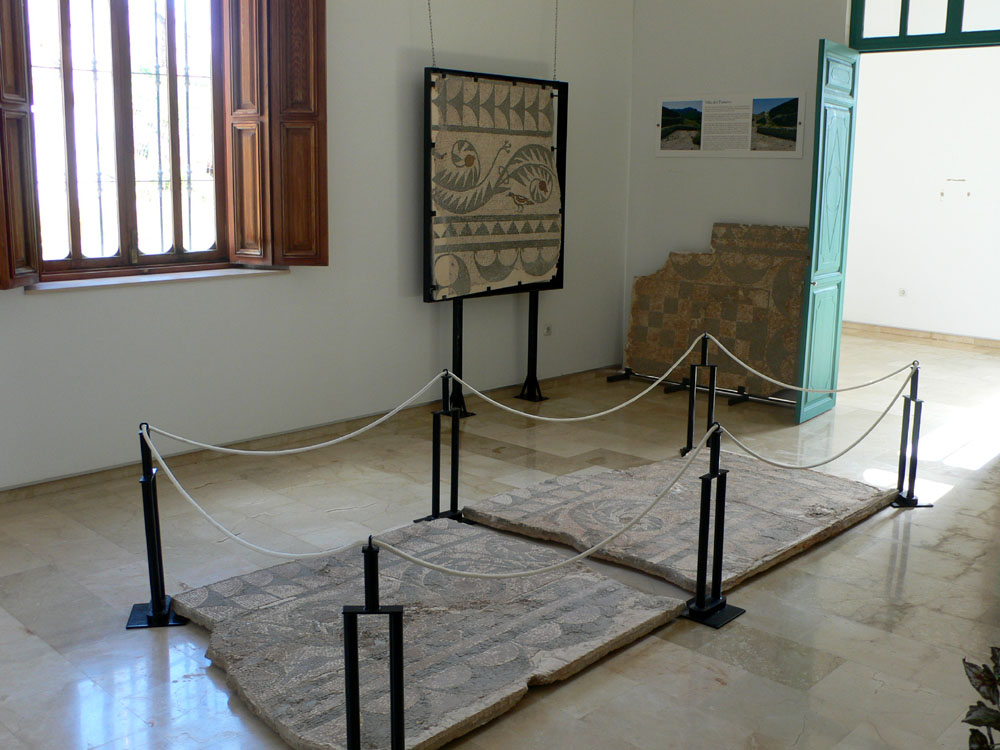
Sala de los mosaicos.
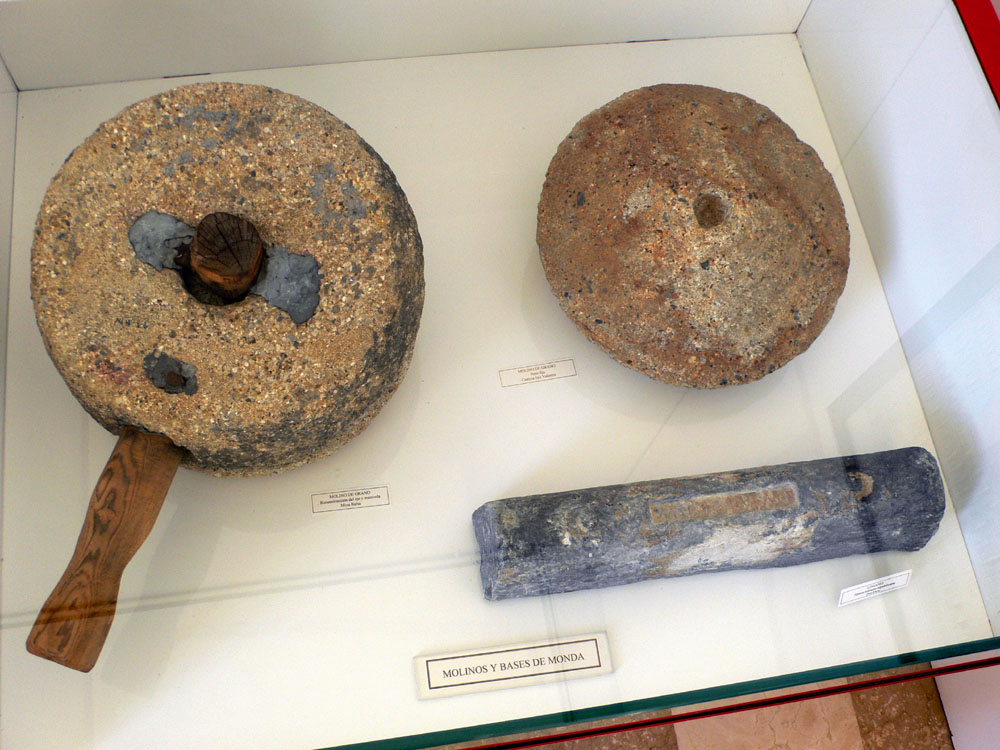
Útiles de la minería.
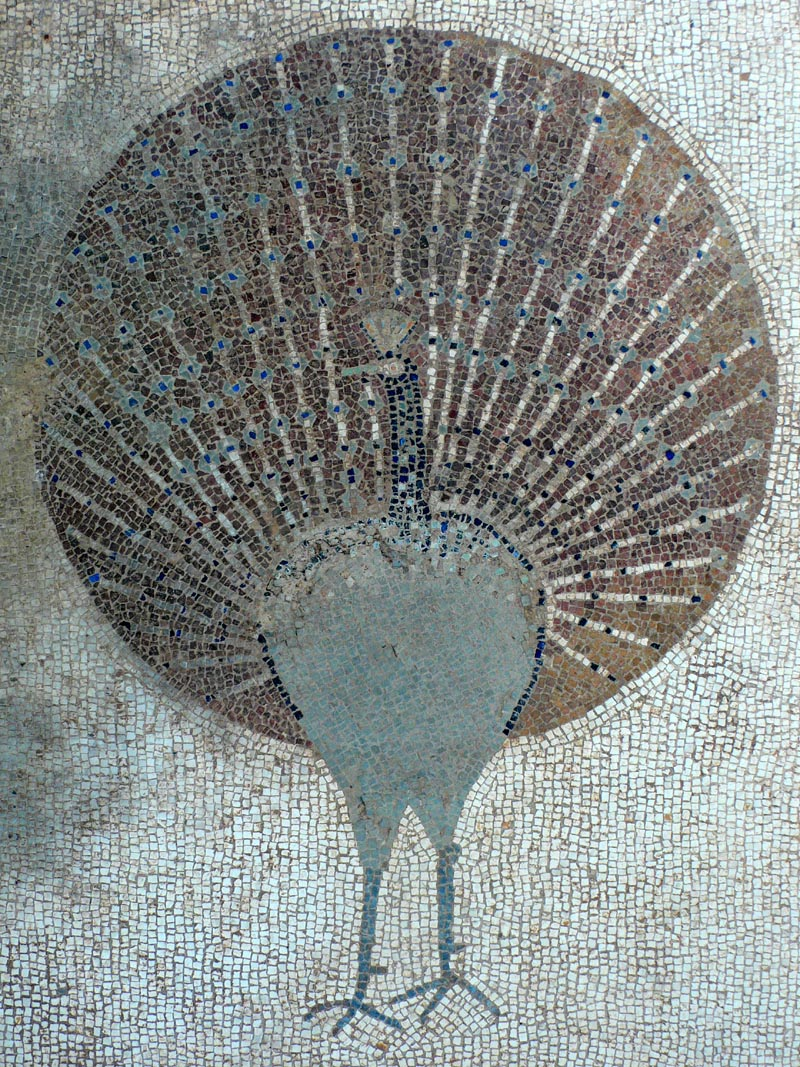
Mosaico de la villa del Paturro
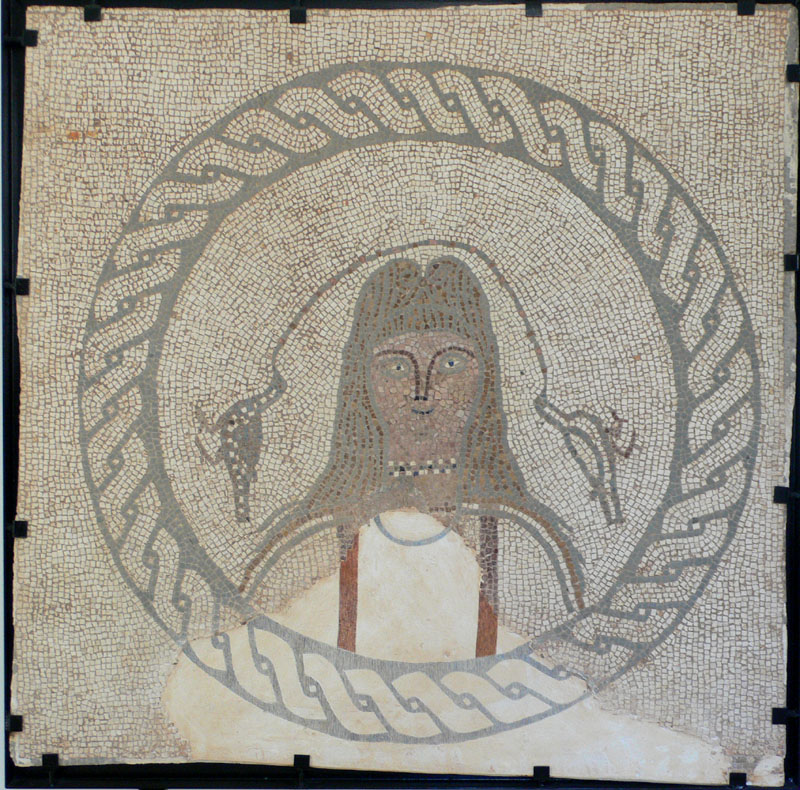
Mosaico de la villa del Paturro
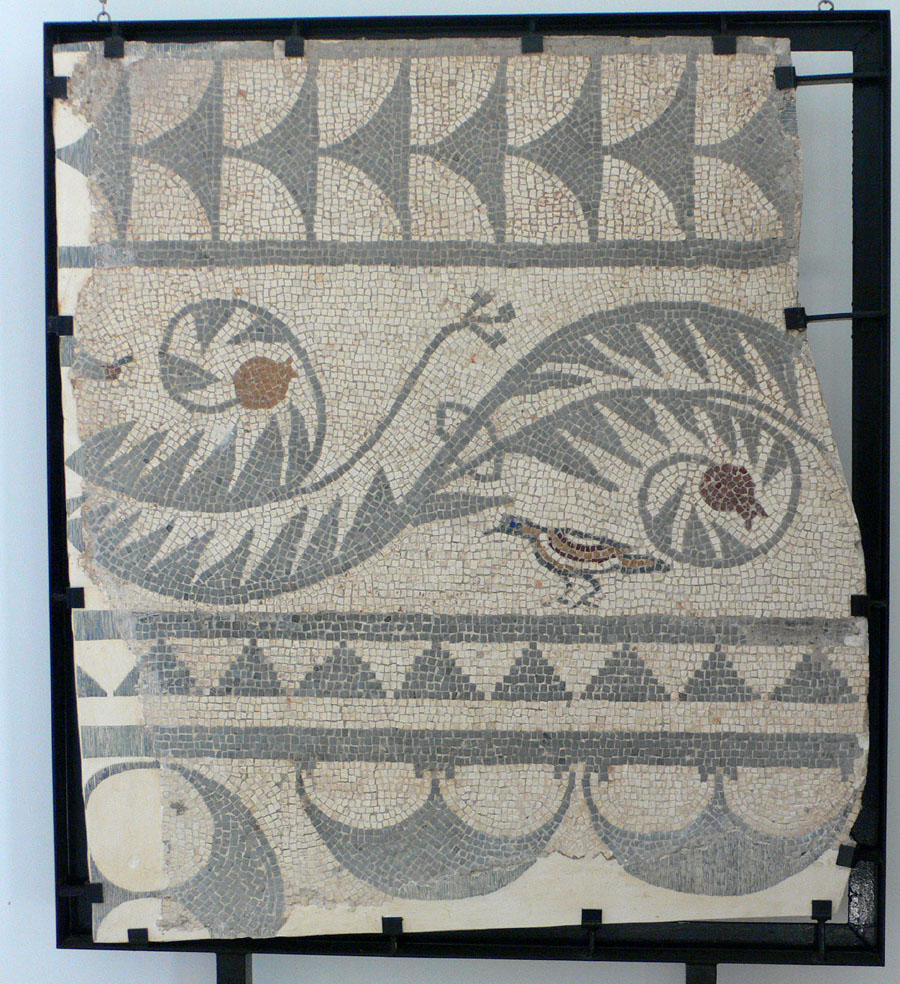
Mosaico de la villa del Paturro